# 利鎮區 (明尼蘇達州艾特金縣)
利鎮區（英語：Lee Township）是位於美國明尼蘇達州艾特金縣的一個行政鎮區。

## 地方資料
利鎮區的面積為92.30平方千米，當中陸地面積為89.20平方千米，而水域面積為3.10平方千米。根據2020年美國人口普查的數據，當地共有人口38人，而人口密度為每平方千米0.41人。